# Acranthera longipetiolata
Acranthera longipetiolata là một loài thực vật có hoa trong họ Thiến thảo. Loài này được Merr. ex Bremek. mô tả khoa học đầu tiên năm 1947.